# الفجرة (المعشار)

تعديل مصدري - تعديل

الفجرة محلة تابعة لقرية دار الظهر، التابعة لعزلة المعشار بمديرية جبلة إحدى مديريات محافظة إب في الجمهورية اليمنية، بلغ تعداد سكانها 27 حسب تعداد اليمن لعام 2004.